# Sport-Gemeinschaft Union Solingen 97 1978-1979
Questa voce raccoglie le informazioni riguardanti la Sport-Gemeinschaft Union Solingen 97 nelle competizioni ufficiali della stagione 1978-1979.

## Stagione
Nella stagione 1978-1979 l'Union Solingen, allenato da Horst Franz, concluse il campionato di 2. Bundesliga al 9º posto. In Coppa di Germania l'Union Solingen fu eliminato al primo turno dal TeBe Berlino.

## Rosa
| N. |                     | Ruolo | Calciatore         |
| -- | ------------------- | ----- | ------------------ |
|    | Germania (bandiera) | P     | Helmut Pabst       |
|    | Germania (bandiera) | P     | Helmut Träries     |
|    | Germania (bandiera) | D     | Jürgen Elm         |
|    | Germania (bandiera) | D     | Wolfgang Fabian    |
|    | Germania (bandiera) | D     | Sieghard Heise     |
|    | Germania (bandiera) | D     | Dirk Hupe          |
|    | Germania (bandiera) | C     | Franz-Josef Breuer |
|    | Germania (bandiera) | C     | Günter Diekmann    |
|    | Germania (bandiera) | C     | Bernd Elfering     |
|    | Germania (bandiera) | C     | Peter Gorny        |

| N. |                     | Ruolo | Calciatore       |
| -- | ------------------- | ----- | ---------------- |
|    | Serbia (bandiera)   | C     | Vojin Jovanovic  |
|    | Germania (bandiera) | C     | Wolfgang Krüger  |
|    | Germania (bandiera) | C     | Wilfried Seegler |
|    | Germania (bandiera) | C     | Dieter Suchanek  |
|    | Germania (bandiera) | A     | Achim de Vries   |
|    | Germania (bandiera) | A     | Joachim Dzieciol |
|    | Germania (bandiera) | A     | Stefan Hohnjec   |
|    | Germania (bandiera) | A     | Karl-Heinz Jonas |
|    | Germania (bandiera) | A     | Werner Lenz      |

## Organigramma societario
Area tecnica
- Allenatore: Horst Franz
- Allenatore in seconda:
- Preparatore dei portieri:
- Preparatori atletici:

## Calciomercato

### Sessione estiva
| Acquisti | Acquisti           | Acquisti             | Acquisti |
| R.       | Nome               | da                   | Modalità |
| -------- | ------------------ | -------------------- | -------- |
| C        | Bernd Elfering     | Bayer Leverkusen     |          |
| C        | Franz-Josef Breuer | Alemannia Aquisgrana |          |
| C        | Günter Diekmann    | Bremerhaven          |          |
| A        | Joachim Dzieciol   | Herford              |          |
| D        | Jürgen Elm         | Schwarz-Weiß Essen   |          |
| D        | Sieghard Heise     | Schwarz-Weiß Essen   |          |
| A        | Stefan Hohnjec     | Grazer AK            |          |
| A        | Erwin Kostedde     | Borussia Dortmund    |          |

| Cessioni | Cessioni             | Cessioni     | Cessioni |
| R.       | Nome                 | a            | Modalità |
| -------- | -------------------- | ------------ | -------- |
| D        | Alfred Haffner       | First Vienna |          |
| C        | Norbert Lenzen       | Duisburg     |          |
| A        | Hans-Günther Plücken | Amburgo      |          |

### Sessione invernale
| Acquisti | Acquisti | Acquisti | Acquisti |
| R.       | Nome     | da       | Modalità |
| -------- | -------- | -------- | -------- |

| Cessioni | Cessioni       | Cessioni       | Cessioni |
| R.       | Nome           | a              | Modalità |
| -------- | -------------- | -------------- | -------- |
| A        | Erwin Kostedde | Standard Liegi |          |

## Risultati

### 2. Bundesliga

#### Girone di andata
| Arbitro: | Wippker |

|                                           |           |           |
| Scheermann 6’ Holtkamp 39’ Offermanns 70’ | Marcatori | 24’ Heise |

| Arbitro: | Uhlig |

|              |           |                     |
| de Vries 81’ | Marcatori | 60’ Schatzschneider |

| Arbitro: | Brückner |

|                          |           |  |
| Petković 70’ Jürgens 89’ | Marcatori |  |

| Arbitro: | Meijerink |

|            |           |  |
| Breuer 90’ | Marcatori |  |

| Krefeld 27 agosto 1978 5ª giornata | Bayer Uerdingen | 0 – 0 referto | Union Solingen | Grotenburg Stadion (4 500 spett.)\| Arbitro: \| Kindervater \| |
| Arbitro:                           | Kindervater     |               |                |                                                                |

| Arbitro: | Fiene |

|                                                |           |                         |
| Jonas 12’, 79’ Hupe 18’ de Vries 26’ Heise 70’ | Marcatori | 76’ Liedtke 82’ Lindner |

| Bochum 9 settembre 1978 7ª giornata | Wattenscheid 09 | 0 – 0 referto | Union Solingen | Lohrheidestadion (1 500 spett.)\| Arbitro: \| Assenmacher \| |
| Arbitro:                            | Assenmacher     |               |                |                                                              |

| Solingen 17 settembre 1978 8ª giornata | Union Solingen | 0 – 0 referto | Westfalia Herne | Stadion am Hermann-Löns-Weg (3 700 spett.)\| Arbitro: \| Prinz \| |
| Arbitro:                               | Prinz          |               |                 |                                                                   |

| Arbitro: | Broska |

|                                     |           |  |
| Mödrath 7’ Albert 20’ Stegmayer 27’ | Marcatori |  |

| Arbitro: | Reichmann |

|           |           |             |
| Heise 41’ | Marcatori | 10’ Brücken |

| Arbitro: | Mölm |

|                                           |           |         |
| Mrosko 25’ Behrends 65’ (rig.) Wallek 89’ | Marcatori | 75’ Elm |

| Arbitro: | Kespohl |

|             |           |              |
| Seegler 12’ | Marcatori | 8’ Jochimiak |

| Arbitro: | Horeis |

|  |           |              |
|  | Marcatori | 75’ Elfering |

| Arbitro: | Kopka |

|  |           |              |
|  | Marcatori | 55’ Berghaus |

| Arbitro: | Zittrich |

|                                                      |           |             |
| Tune-Hansen 8’ Elm 10’ (aut.) Höfert 30’ Neumann 62’ | Marcatori | 80’ Seegler |

| Arbitro: | Risse |

|                                |           |                          |
| Jonas 5’ Seegler 37’ Heise 47’ | Marcatori | 66’ Langer 89’ Czizewski |

| Arbitro: | Wippker |

|                             |           |  |
| Wischniewski 71’ Kosien 78’ | Marcatori |  |

| Arbitro: | Fiene |

|                                   |           |                                  |
| Schulz 3’ Ziegert 55’ Schmitz 87’ | Marcatori | 40’ Hupe 89’ de Vries 90’ Krüger |

| Arbitro: | Gabriel |

|                                    |           |           |
| Krüger 5’ Seegler 31’ de Vries 84’ | Marcatori | 19’ Ehmke |

#### Girone di ritorno
| Arbitro: | Prinz |

|                  |           |  |
| Elm 84’ Lenz 87’ | Marcatori |  |

| Arbitro: | Kasperowski |

|                     |           |  |
| Schatzschneider 41’ | Marcatori |  |

| Arbitro: | Roth |

|  |           |            |
|  | Marcatori | 24’ Kaczor |

| Arbitro: | Möller |

|                                        |           |             |
| Stradt 60’ (rig.) Balke 74’ Rausch 85’ | Marcatori | 69’ Seegler |

| Arbitro: | Teichert |

|                        |           |              |
| de Vries 26’ Jonas 53’ | Marcatori | 68’ Mattsson |

| Arbitro: | Horeis |

|  |           |          |
|  | Marcatori | 74’ Lenz |

| Arbitro: | Eschweiler |

|            |           |  |
| Krüger 44’ | Marcatori |  |

| Arbitro: | Schön |

|                                 |           |                   |
| Bals 2’ Beverungen 35’ Wolf 90’ | Marcatori | 68’, 70’ de Vries |

| Arbitro: | Wichmann |

|                               |           |                                              |
| Hupe 56’ Lenz 62’ Hohnjec 69’ | Marcatori | 42’ Goll 52’ (rig.), 59’ (rig.) Lütkebohmert |

| Arbitro: | Uhlig |

|                           |           |  |
| Brücken 14’ Scheinert 54’ | Marcatori |  |

| Arbitro: | Schütte |

|                 |           |            |
| Elm 3’ Lenz 84’ | Marcatori | 19’ Mrosko |

| Arbitro: | Mölm |

|  |           |           |
|  | Marcatori | 67’ Heise |

| Arbitro: | Eschenbach |

|                       |           |            |
| Lenz 81’ Elfering 85’ | Marcatori | 50’ Schock |

| Arbitro: | Fiene |

|            |           |  |
| Jakobs 63’ | Marcatori |  |

| Arbitro: | Milkert |

|          |           |  |
| Hupe 30’ | Marcatori |  |

| Arbitro: | Kespohl |

|             |           |           |
| Pinkall 33’ | Marcatori | 47’ Heise |

| Arbitro: | Rieb |

|            |           |           |
| Krüger 72’ | Marcatori | 34’ Peter |

| Arbitro: | Wichmann |

|                                       |           |  |
| Heise 13’, 44’ Gorny 24’ de Vries 57’ | Marcatori |  |

| Arbitro: | Fiene |

|            |           |               |
| Patzke 57’ | Marcatori | 89’ Jovanovic |

### Coppa di Germania
| Arbitro: | Marchefka |

|                              |           |  |
| Hochheimer 100’ Schmitz 115’ | Marcatori |  |

## Statistiche

### Statistiche di squadra
| Competizione      | Punti | In casa | In casa | In casa | In casa | In casa | In casa | In trasferta | In trasferta | In trasferta | In trasferta | In trasferta | In trasferta | Totale | Totale | Totale | Totale | Totale | Totale | DR |
| Competizione      | Punti | G       | V       | N       | P       | Gf      | Gs      | G            | V            | N            | P            | Gf           | Gs           | G      | V      | N      | P      | Gf     | Gs     | DR |
| ----------------- | ----- | ------- | ------- | ------- | ------- | ------- | ------- | ------------ | ------------ | ------------ | ------------ | ------------ | ------------ | ------ | ------ | ------ | ------ | ------ | ------ | -- |
| 2. Bundesliga     | 39    | 19      | 11      | 6       | 2       | 33      | 17      | 19           | 3            | 5            | 11           | 14           | 32           | 38     | 14     | 11     | 13     | 47     | 49     | -2 |
| Coppa di Germania | -     | 0       | 0       | 0       | 0       | 0       | 0       | 1            | 0            | 0            | 1            | 0            | 2            | 1      | 0      | 0      | 1      | 0      | 2      | -2 |
| Totale            | 39    | 19      | 11      | 6       | 2       | 33      | 17      | 20           | 3            | 5            | 12           | 14           | 34           | 39     | 14     | 11     | 14     | 47     | 51     | -4 |

### Andamento in campionato
| Giornata  | 1  | 2  | 3  | 4  | 5  | 6  | 7 | 8  | 9  | 10 | 11 | 12 | 13 | 14 | 15 | 16 | 17 | 18 | 19 | 20 | 21 | 22 | 23 | 24 | 25 | 26 | 27 | 28 | 29 | 30 | 31 | 32 | 33 | 34 | 35 | 36 | 37 | 38 |
| --------- | -- | -- | -- | -- | -- | -- | - | -- | -- | -- | -- | -- | -- | -- | -- | -- | -- | -- | -- | -- | -- | -- | -- | -- | -- | -- | -- | -- | -- | -- | -- | -- | -- | -- | -- | -- | -- | -- |
| Luogo     | T  | C  | T  | C  | T  | C  | T | C  | T  | C  | T  | C  | T  | C  | T  | C  | T  | T  | C  | C  | T  | C  | T  | C  | T  | C  | T  | C  | T  | C  | T  | C  | T  | C  | T  | C  | C  | T  |
| Risultato | P  | N  | P  | V  | N  | V  | N | N  | P  | N  | P  | N  | V  | P  | P  | V  | P  | N  | V  | V  | P  | P  | P  | V  | V  | V  | P  | N  | P  | V  | V  | V  | P  | V  | N  | N  | V  | N  |
| Posizione | 16 | 16 | 19 | 16 | 16 | 11 | 8 | 10 | 13 | 14 | 15 | 15 | 13 | 16 | 18 | 15 | 17 | 15 | 14 | 12 | 14 | 16 | 18 | 15 | 13 | 9  | 11 | 11 | 13 | 12 | 9  | 9  | 11 | 8  | 8  | 10 | 9  | 9  |

Legenda:

Luogo: C = Casa; T = Trasferta. Risultato: V = Vittoria; N = Pareggio; P = Sconfitta.

### Statistiche dei giocatori
| Giocatore    | 2. Bundesliga | 2. Bundesliga | 2. Bundesliga | 2. Bundesliga | Coppa di Germania | Coppa di Germania | Coppa di Germania | Coppa di Germania | Totale   | Totale | Totale      | Totale     |
| Giocatore    | Presenze      | Reti          | Ammonizioni   | Espulsioni    | Presenze          | Reti              | Ammonizioni       | Espulsioni        | Presenze | Reti   | Ammonizioni | Espulsioni |
| ------------ | ------------- | ------------- | ------------- | ------------- | ----------------- | ----------------- | ----------------- | ----------------- | -------- | ------ | ----------- | ---------- |
| F. Breuer    | 8             | 1             | 0             | 0             | 0                 | 0                 | 0                 | 0                 | 8        | 1      | 0           | 0          |
| G. Diekmann  | 34            | 0             | 3             | 0             | 1                 | 0                 | 0                 | 0                 | 35       | 0      | 3           | 0          |
| J. Dzieciol  | 19            | 0             | 0             | 0             | 1                 | 0                 | 0                 | 0                 | 20       | 0      | 0           | 0          |
| B. Elfering  | 15            | 2             | 1             | 0             | 0                 | 0                 | 0                 | 0                 | 15       | 2      | 1           | 0          |
| J. Elm       | 38            | 3             | 5             | 0             | 1                 | 0                 | 0                 | 0                 | 39       | 3      | 5           | 0          |
| W. Fabian    | 38            | 0             | 2             | 0             | 1                 | 0                 | 0                 | 0                 | 39       | 0      | 2           | 0          |
| P. Gorny     | 11            | 1             | 0             | 0             | 0                 | 0                 | 0                 | 0                 | 11       | 1      | 0           | 0          |
| S. Heise     | 35            | 8             | 5             | 0             | 1                 | 0                 | 0                 | 0                 | 36       | 8      | 5           | 0          |
| S. Hohnjec   | 11            | 1             | 0             | 0             | 0                 | 0                 | 0                 | 0                 | 11       | 1      | 0           | 0          |
| D. Hupe      | 38            | 4             | 1             | 0             | 1                 | 0                 | 1                 | 0                 | 39       | 4      | 2           | 0          |
| K. Jonas     | 23            | 4             | 1             | 0             | 1                 | 0                 | 0                 | 0                 | 24       | 4      | 1           | 0          |
| V. Jovanovic | 36            | 1             | 1             | 0             | 1                 | 0                 | 1                 | 0                 | 37       | 1      | 2           | 0          |
| E. Kostedde  | 2             | 0             | 0             | 0             | 0                 | 0                 | 0                 | 0                 | 2        | 0      | 0           | 0          |
| W. Krüger    | 38            | 4             | 10            | 0             | 1                 | 0                 | 0                 | 0                 | 39       | 4      | 10          | 0          |
| W. Lenz      | 21            | 5             | 1             | 0             | 0                 | 0                 | 0                 | 0                 | 21       | 5      | 1           | 0          |
| H. Pabst     | 37            | 0             | 1             | 0             | 1                 | 0                 | 0                 | 0                 | 38       | 0      | 1           | 0          |
| W. Seegler   | 32            | 5             | 2             | 0             | 1                 | 0                 | 0                 | 0                 | 33       | 5      | 2           | 0          |
| D. Suchanek  | 17            | 0             | 2             | 0             | 1                 | 0                 | 0                 | 0                 | 18       | 0      | 2           | 0          |
| H. Träries   | 1             | 0             | 0             | 0             | 0                 | 0                 | 0                 | 0                 | 1        | 0      | 0           | 0          |
| A. de Vries  | 33            | 8             | 2             | 0             | 1                 | 0                 | 0                 | 0                 | 34       | 8      | 2           | 0          |